# Abel Gómez Moreno

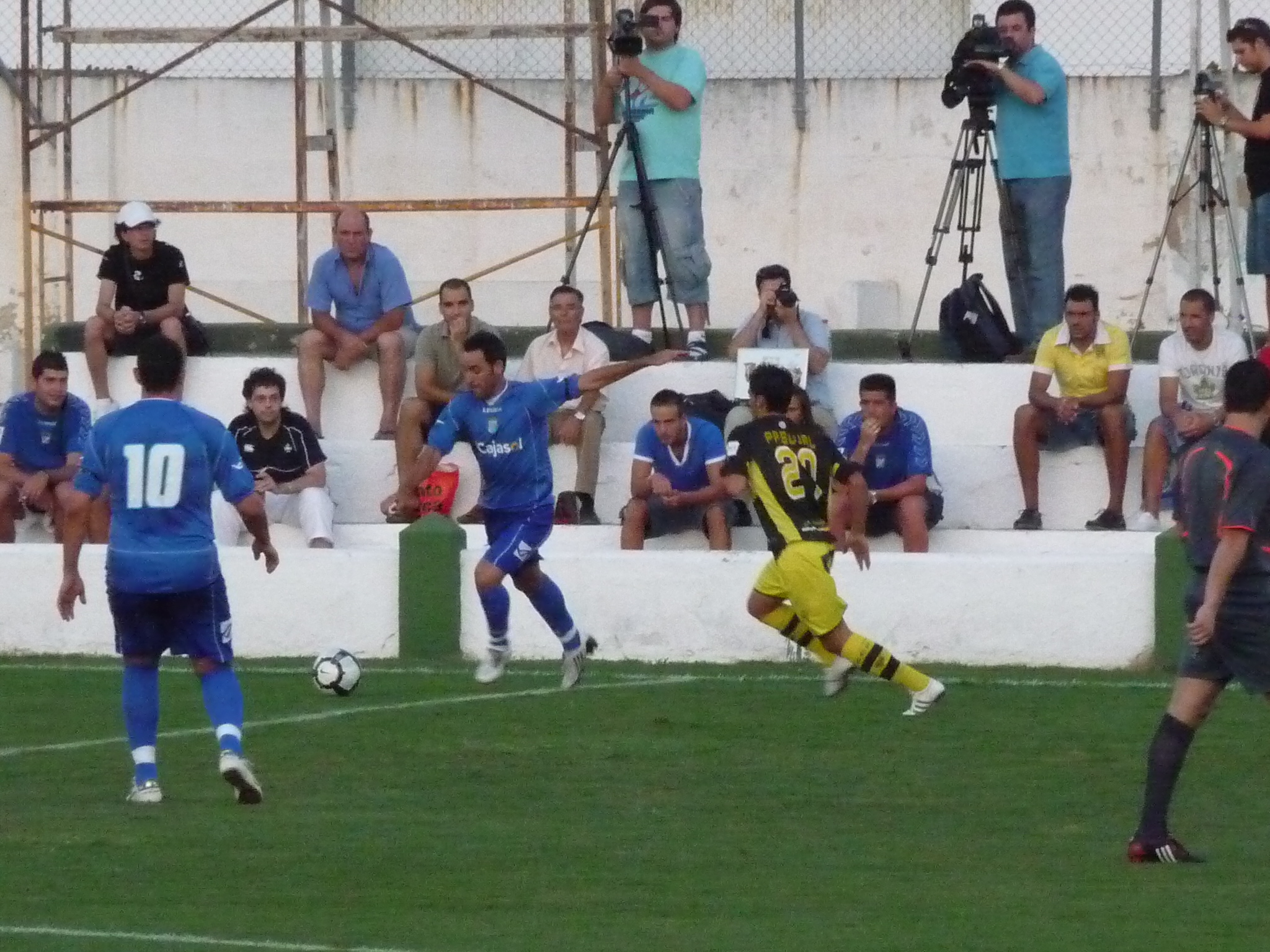

Abel Gómez Moreno est un footballeur espagnol, né le 20 février 1982 à Séville reconverti en entraîneur. Il évoluait au poste de milieu relayeur.

## Palmarès
- Xerez CD
  - Champion de Liga Adelante en 2009.